# Boeing F-47
El Boeing F-47 es un avión de superioridad aérea de sexta generación desarrollado por Boeing Defense, Space & Security bajo el programa NGAD de la Fuerza Aérea de los Estados Unidos (USAF). Está previsto que sea el sucesor del F-22 Raptor. Funcionarios de la USAF afirmaron que se han realizado pruebas experimentales desde 2020, y que el servicio aspira a desplegarlo para finales de la década, cuando se convertirá en el primer caza estadounidense de sexta generación.

## Desarrollo

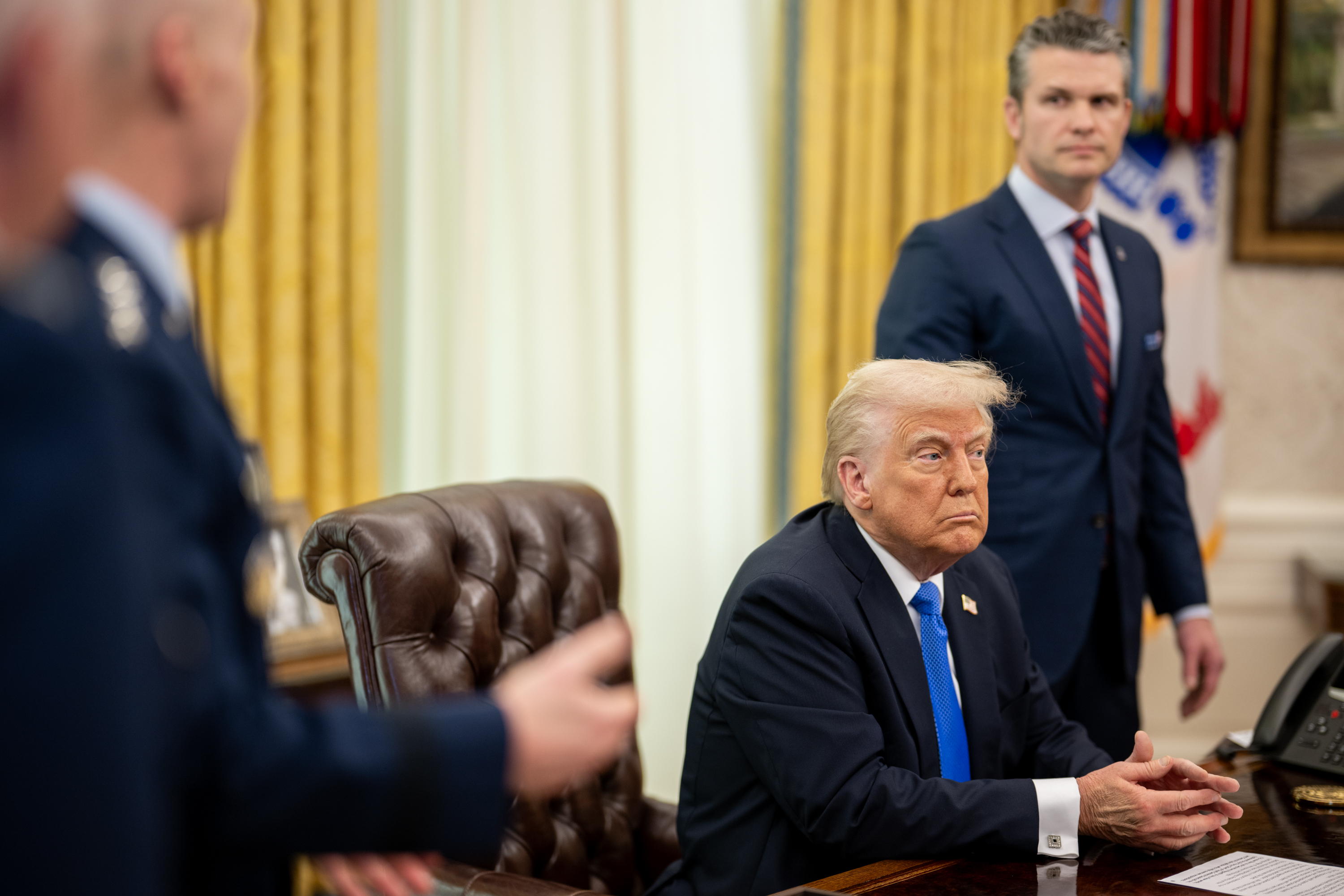
El presidente estadounidense Donald Trump habla con funcionarios de la Fuerza Aérea sobre el anuncio del programa F-47 en la Oficina Oval.

El programa F-47 forma parte de la iniciativa de Dominio Aéreo de Próxima Generación de la USAF (NGAD), cuyo objetivo es reemplazar la anticuada flota de F-22 Raptor. La iniciativa prevé un enfoque de "familia de sistemas", con un caza tripulado, conocido como el Contraataque Penetrante (PCA), que servirá como plataforma central, apoyado por aeronaves de combate colaborativas (CCA) no tripuladas . El PCA está concebido para ser una aeronave furtiva de largo alcance, alta velocidad y con sensor de disparo, acompañada de CCA que transportarían munición adicional y realizarían otras misiones de apoyo.
El ganador del contrato de desarrollo de la NGAD debía ser elegido en 2024, pero el Secretario de la Fuerza Aérea de los Estados Unidos detuvo el programa en mayo de 2024 después de que su costo proyectado se disparara, lo que elevó el precio de cada caza a tres veces el de un F-35 Lightning II, y para permitir que se realizara un estudio interno para determinar la viabilidad del enfoque del programa para el dominio aéreo a la luz de varios avances rápidos en la tecnología de la aviación y la defensa aérea, particularmente por parte de los adversarios de Estados Unidos. En marzo de 2025, el liderazgo de la Fuerza Aérea de los Estados Unidos, hablando en el Simposio de Guerra 2025 de la Asociación de Fuerzas Aéreas y Espaciales (AFA), concluyó que el programa NGAD continuaría según el estudio interno. Kenneth Wilsbach del Comando de Combate Aéreo (ACC) sugirió que las aeronaves tripuladas de sexta generación serán necesarias para el futuro entorno de combate, citando los crecientes riesgos que plantea el desarrollo de aeronaves de sexta generación chinas.
El 21 de marzo de 2025, el presidente estadounidense Donald Trump anunció que el nombre del nuevo avión sería F-47 y que el contrato de desarrollo de ingeniería y fabricación, con un valor de más de 20 mil millones de dólares, se adjudicaría a Boeing. En respuesta al anuncio, el precio de las acciones de Boeing cerró un 7% más alto que el cierre del día anterior y el precio de las acciones de Lockheed Martin cerró un 5,7% más bajo que el cierre del día anterior.
Se espera que este contrato revitalice la división de aviación militar de Boeing, especialmente su línea de producción de cazas en San Luis, Misuri. «Boeing ha invertido miles de millones en la construcción de nuevas instalaciones durante los últimos años, apostando fuertemente por el NGAD y otros programas de próxima generación con la esperanza de que su división de defensa finalmente vuelva a ser rentable», escribió Defense One. Steve Parker, director ejecutivo interino de la unidad de defensa de Boeing, calificó esta expansión como «la inversión más significativa en la historia de nuestro negocio de defensa».
El New York Times informó que la designación F-47 se eligió para honrar a Trump, el 47.º presidente de los Estados Unidos. Sin embargo, Trump afirmó que fueron "los generales" quienes eligieron el número. Posteriormente, la Fuerza Aérea emitió un comunicado confirmando que el número 47 se eligió como homenaje a Trump, pero enfatizó que no era la única razón: "Honra el legado del P-47 Thunderbolt, cuyas contribuciones a la superioridad aérea durante la Segunda Guerra Mundial siguen siendo históricas. Además, el número rinde homenaje al año de fundación de la Fuerza Aérea, a la vez que reconoce el apoyo fundamental del 47.º presidente al desarrollo del primer caza de sexta generación del mundo".
El programa ha estado volando aviones X —aeronaves experimentales destinadas a probar el diseño y los elementos tecnológicos— desde 2020 y se espera que el F-47 vuele hacia el final del mandato de Trump a principios de 2029, dijo el Jefe del Estado Mayor de la Fuerza Aérea, general David W. Allvin.

## Diseño

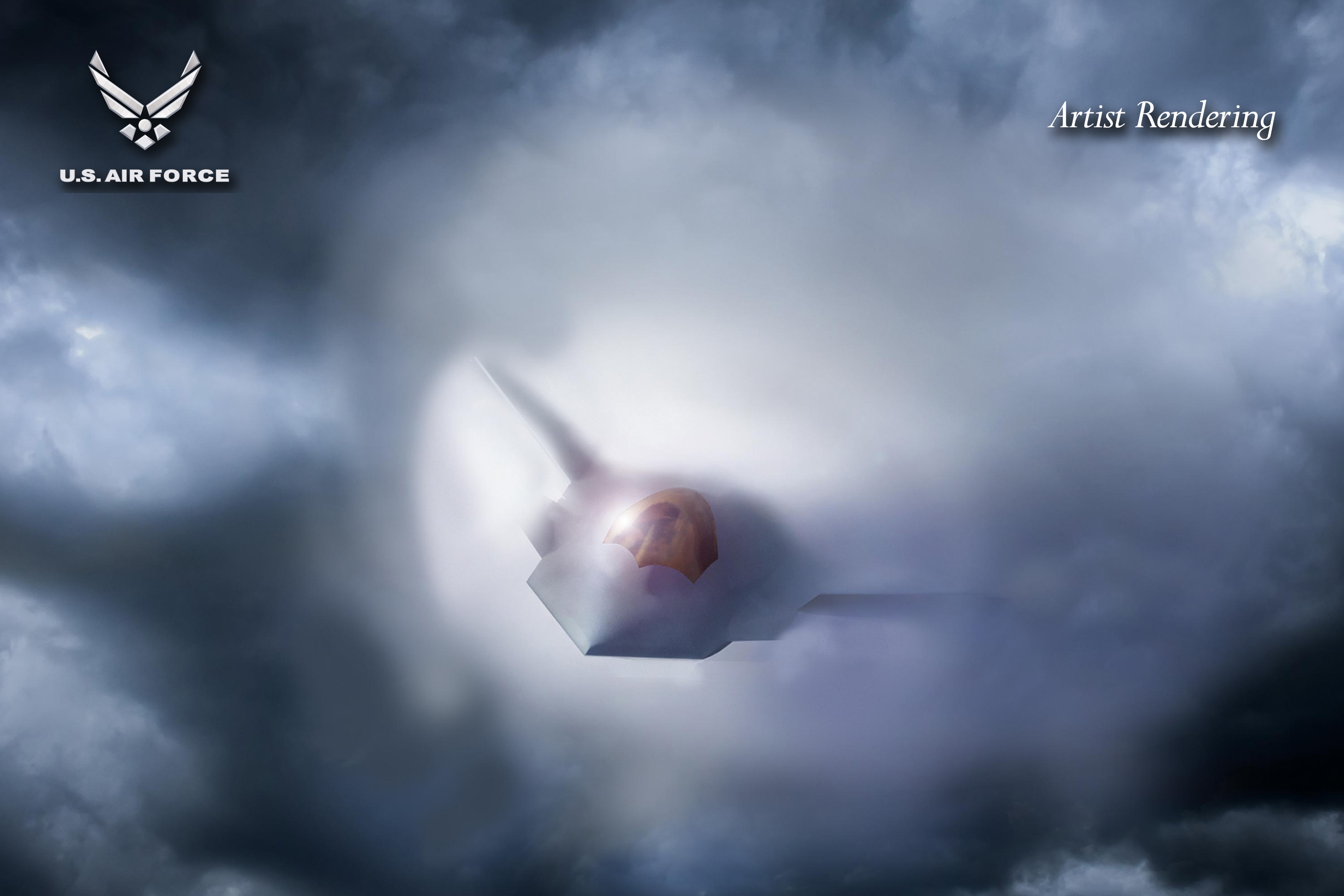
Representación gráfica de un F47.

Los detalles sobre el diseño del F-47 permanecen clasificados. El F-47 tendrá un alcance significativamente mayor, una firma RCS reducida, será más sostenible, tendrá mayor capacidad de mantenimiento y mayor disponibilidad que los cazas de quinta generación, es decir, el F-22 Raptor y el F-35 Lightning II, según Allvin. También afirmó que costará menos que el F-22, se adquirirá en mayor número, será más adaptable a futuras amenazas y su despliegue requerirá considerablemente menos personal e infraestructura.
Se espera que incorpore capacidades avanzadas de sigilo, fusión de sensores y la capacidad de coordinar operaciones con enjambres de drones subyaciente al programa CCA todo ello con el objetivo de proporcionar ventajas en el combate moderno.